# San Emilio
San Emilio ist eine Stadtgemeinde in der philippinischen Provinz Ilocos Sur. Sie grenzt im Osten an die Provinz Abra. In dem 150 km² großen Gebiet lebten im Jahre 2015 7407 Menschen, wodurch sich eine Bevölkerungsdichte von 49 Einwohnern pro km² ergibt. In der bergigen Gegend leben die Menschen in einfachen Häusern aus Holz und Bambus. Die Bevölkerung lebt größtenteils vom Reis- und Tabakanbau.
San Emilio ist in folgende acht Baranggays aufgeteilt
| - Cabaroan - Kalumsing - Lancuas | - Matibuey - Paltoc - Sibsibbu | - Tiagan - San Miliano |